# Estanislau Marques Chindekasse
Estanislau Marques Chindekasse SVD (ur. 18 sierpnia 1958 w Huambo) – angolski duchowny rzymskokatolicki, od 2013 biskup Dundo.

## Życiorys
Święcenia kapłańskie przyjął 22 listopada 1987 w Zgromadzeniu Słowa Bożego. Po święceniach pracował przez kilka lat w Demokratycznej Republice Konga, a następnie pełnił funkcje m.in. wychowawcy w zakonnym seminarium w Viana oraz radnego generalnego zakonu.
22 grudnia 2012 papież Benedykt XVI mianował go biskupem Dundo. Sakry biskupiej udzielił mu 3 marca 2013 abp Gabriel Mbilingi.